# Diancey
Diancey település Franciaországban, Côte-d’Or megyében. Lakosainak száma 98 fő (2022. január 1.). Diancey Sussey, Marcheseuil, Vianges, Allerey és Censerey községekkel határos.

## Népesség
A település népességének változása:
| Lakosok száma | 98   | 83   | 72   | 87   | 83   | 86   | 84   | 91   | 95   | 98   |
|               | 1968 | 1982 | 1990 | 2006 | 2013 | 2015 | 2017 | 2019 | 2020 | 2022 |